# Dywizje górskie Wehrmachtu
Dywizje górskie Wehrmachtu ((niem.) Gebirgsdivisionen) – niemieckie dywizje z okresu II wojny światowej. Były to związki taktyczne piechoty, wyszkolone i wyekwipowane do działań w terenie górskim. 

## Historia
Początki niemieckich wojsk górskich sięgają przełomu 1914 i 1915 r., gdy powołane wówczas bataliony narciarskie okazały się niewystarczające. Po przystąpieniu 23 maja 1915 r. Włoch do wojny pośpiesznie sformowano Deutsches Alpenkorps, który brał czynny udział w walkach we Włoszech, Serbii i Rumunii a także we Francji.
Po przegranej wojnie traktat wersalski ograniczył liczebność niemieckiej Reichswehry do 100 000 żołnierzy. Jednostki górskie zostały rozwiązane, jednak zachowany został ich rdzeń. W 7 (Bawarskiej) Dywizji Piechoty zachował się jeden batalion górski (III batalion, 19 pułku piechoty w Monachium) oraz oddział saperów i dwie baterie artylerii górskiej. Ponadto do walki w górach przygotowywano wybrane bataliony z pięciu pułków piechoty (I bat. 2. p.p. Ortelsburg, II bat. 4 p.pp. Kolberg, II bat. 7. p.p. Hirschberg, I bat. 10 p.p. Drezno i III bat. 17 p.p. Goslar).
Po 16 marca 1936 r. przywrócono w Niemczech powszechną służbę wojskową i utworzono Wehrmacht. Już w kwietniu tego roku utworzono brygadę górską (Gebirgs-Brigade), którą w następnym roku przekształcono w 1 Dywizję Górską. Po Anschlussie Austrii na bazie wojsk austriackich stworzone zostały dwie dywizje górskie (2. i 3). Kolejne powstały już po rozpoczęciu II wojny światowej, 6 Dywizja Górska 1 czerwca 1940 r., 4 i 5 Dywizja Górska w październiku 1940 r. i 7 Dywizja Górska w listopadzie 1941 r. W lutym 1945 r. na bazie jednostki rezerwowej sformowano 8 Dywizję Górską. W zamieszaniu ostatnich dni wojny numer 9 nadano dwóm różnym dywizjom, jednej w Norwegii i drugiej na terenie Austrii. 
Dywizje sformowane pośpiesznie w drugiej fazie wojny znacznie odbiegały poziomem wyszkolenia oraz wyposażeniem od istniejących już jednostek.